# Филикстоу
Филикстоу (англ. Felixstowe, произносится как fiːlɪkstəʊ) — город и морской порт на побережье Северного моря, в Суффолке, Англия. Поселение получило своё название из-за близости от Порта Филикстоу (англ.), который является самым крупным по контейнерным перевозкам в Соединённом Королевстве и принадлежит компании Hutchison Ports. Городок расположен в эстуарии рек Оруэлл и Стоур (англ.) напротив города Харвич в Эссексе.

## История
Деревня на месте современного поселения существовала задолго до завоевания Англии нормандцами. В раннем периоде своей истории, включая римский, англосаксонский, норманнский и средневековый, город упоминается под названием Уолтон (англ.). Название Филикстоу было дано ретроспективно, в 13 веке, месту, которое уже имело важное значение на протяжении более чем 1000 лет. По основной версии название дано в честь святого Феликса Бургундского. По другой версии название произошло от сочетания «the stow of Filica».
Был опорой английской обороны, что было доказано в 1667 году, когда в ходе Второй англо-голландской войны голландские солдаты высадились, но не смогли захватить Форт Лэндгард, находящийся неподалёку. Город стал основным портом только с 1886 года. Вдобавок к грузоперевозкам выросло число туристов и в 1905 году был сооружен один из самых длинных пирсов в Англии. В поздний викторианский период (примерно после 1880 года) Филикстоу стал фешенебельным курортом, благодаря открытию железнодорожной станции, пирса и визиту германской императорской семьи. Так продолжалось до конца 1930-х годов.
В 1953 году погибло по меньшей мере 48 человек во время наводнения Северного моря.

### Форт Лэндгард
Место последнего сопротивления вторжению в Англию 1667 года и место первого сражения герцога Йоркского и моряков Олбани. Нынешний форт Лэндгард (англ.) построен в XVII веке и модифицирован в XIX веке со значительными добавлениями в XIX-XX веках снаружи стен батареи. Регулярно проводятся шоу-реконструкции военных событий, включая день Даррела, посвященный празднованию событий последнего вторжения, художественные выставки и альтернативный театр. Форт находится под охраной Комиссии по историческим зданиям и памятникам Англии и управляется Трастовым фондом Форта Лэндгард.

### Музей Филикстоу
В комплекс музея входят справочная библиотекa с историческими картами, фотоархивом и 14 комнатами с артефактами из находок периода Римской Империи, башни мартелло, и т. д. Музей рассказывает об истории города, прошедшего через две мировыe войны, и о жизни города в современное время. Управляется волонтерами из Филикстоуского общества истории и музея. Он расположен в старом здании организации по подводным минам в Landguard Point, между фортом и портом.

### Пирс
Во время Второй мировой войны большая часть пирса, в то время длиннейшего в Англии и полностью оборудованного, была преднамеренно демонтирована Королевскими инженерами для предотвращения его использования как легкой точки высадки войск противника. После войны пирс так никогда и не был восстановлен и не достиг прежней длины. Филикстоу был также одним из нескольких мест, подвергшихся бомбардировке итальянских войск в ходе операции Блицкриг. Воздушные силы Бенито Муссолини показали свою несостоятельность перед Королевскими ВВС, которые сбили большое количество итальянских бипланов над Английским каналом и в окрестностях Филикстоу.
К концу 1990-х пирс был заброшен и находился в настолько плачевном состоянии, что был объявлен небезопасным и закрыт для доступа. С тех пор время от времени появляются планы реконструкции пирса вместе с большими неиспользуемыми районами побережья рядом с первоначальным местом железнодорожной станции Филикстоу-Бич, но ни один из них так и не был реализован.

### Железнодорожные станции
Единственная оставшаяся ж. д. станция, известная под названием Филикстоу-Таун, была открыта в 1898 году в хорошо сохранившемся здании, сейчас занимаемом кооперативным супермаркетом «Solar». В здании также размещаются минимагазины, паб, магазин развлечений «Play 'n' Exchange», парикмахерская «Adam and Eve» и Felixstowe Music, управляемый местной общественной радиостанцией Felixstowe Radio. В свои лучшие годы ж. д. станция видела более 20 поездов в час, но сейчас обслуживает только одно направление, до Ипсвича. Станция сейчас имеет только одну платформу, которая была сделана из дальнего конца первоначальной платформы.
Железнодорожная станция Филикстоу-Бич была снесена в 2004 году вопреки протесту местного населения, стремившегося сохранить 137-летнее историческое здание, которое Городской совет признал небезопасным для эксплуатации. Станция была открыта в 1877 году и эксплуатировалась до 1959 года, после чего служила местом для небольшой типографии в течение многих лет вплоть до сноса.
С 1877 по 1951 год также существовала железнодорожная станция Филикстоу-Пирс, располагавшаяся в районе современных доков на маленьком пирсе с прогулочными лодками, и колесным пароходом, ходившим в Лондон. Док рядом с пирсом был построен в 1879 году.

## Транспорт

### Автобус
Главные автобусные компании — Ipswich Buses и First Eastern Counties.

### Поезд
Железнодорожная станция Филикстоу является конечной на филикстоуской железнодорожной ветке до Ипсвича.

### Паром
Паром Harwich Harbour Ferry работает между View Point (около Форта Лэндгард) в Филикстоу и Halfpenny Pier в Харвиче всё лето. Паром Bawdsey Ferry ходит через Дебен из деревни Филикстоу-Ферри.

## Политика
Филикстоу управляется Советом графства Саффолк, Советом района Саффолк Коастал и Филикстоуским городским советом. Совет района Саффолк Коастал, местная власть, заседает в Вудбридже, хотя в Филикстоу есть офис, работающий по понедельникам и средам. Местный муниципальный совет, Филикстоуский городской совет, заседает в здании муниципалитета, на побережье на улице Undercliff Road West.
Филикстоу имеет города-побратимы:
- Везель
- Зальцвезель

Филикстоу расположен в парламентском избирательном округе Саффолк Коастал. Членом парламента от Саффолк Коастал с 1983 года был Джон Гаммер, но он покинул это место, после всеобщих выборов 6 мая 2010 года.

## Достопримечательности
- Форт Лэндгард
- песчаные пляжи
- башни Мартелло (Martello Towers)
- South Beach Mansion
- Harvest House

## Спорт
Команды:
- Felixstowe Rugby Football Union Club — регби
- Felixstowe Hockey Club — хоккей
- Felixstowe & Walton United — футбол

Спортивные сооружения:
- Brackenbury — площадки для футбола, хоккея, регби, боулинг и др.
- Felixstowe Golf Club — поля для гольфа.

В Филикстоу ежегодно проходят международные теннисные турниры ITF (ITF Futures), WTA и Мирового тура ATP Challenger.

## Развлечения
- Brackenbury Sports Centre
- Felixstowe Leisure Centre
- Spa Pavilion Theatre — 900-местный концертный зал
- Felixstowe Radio (107,5 FM)

## Порт
Филикстоу — крупнейший контейнерный порт Британии, он же является пионером контейнеризации в стране.

## Религиозные места
- St. Felix — католический приход.[4]
- St. John the Baptist — приход англиканской церкви.[5]

## Знаменитые уроженцы
- Доун Аддамс — киноактриса.